# Randhir Singh Gentle
Randhir Singh Gentle (22. rujna 1922. – 25. rujna 1981.) je bivši indijski hokejaš na travi. 
Osvojio je zlatno odličje igrajući za Indiju na hokejaškom turniru na Olimpijskim igrama 1948. u Londonu, Olimpijskim igrama 1952. u Helsinkiju i na hokejaškom turniru na Olimpijskim igrama 1956. u Melbourneu.
Igrao je u obrani. Bio je specijalist za izvođenje kaznenih udaraca iz kuta. 1956. je postigao 6 pogodaka, uključujući i odlučujući pogodak za pobjedu od 1:0 u završnici nad Pakistanom.
Igrao je za delhijski klub Independent SC.
Nakon što je prestao igrati, trenirao je razne sastave u Indiji, Maleziji i Španjolskoj.

## Vanjske poveznice
- Profil na Database Olympics
- Profil na Sports-Reference.com  Arhivirana inačica izvorne stranice od 6. veljače 2012. (Wayback Machine)
- Indianet Portret
- Kratki portret  Arhivirana inačica izvorne stranice od 14. svibnja 2011. (Wayback Machine)